# Air Transat
Air Transat A.T. Inc. es una aerolínea con base en Montreal, Quebec, Canadá, que opera vuelos regulares y charter y atiende noventa destinos en 25 países.  Durante la temporada de verano sus principales destinos están en Europa y en los vuelos de cabotaje dentro de Canadá y en la temporada de invierno sus destinos están en el Caribe, México, Estados Unidos y Sudamérica. Es la compañía designada a volar entre Canadá y Cuba. Su base de operaciones principal es el Aeropuerto Internacional Pierre Elliott Trudeau, con bases de operaciones en el Aeropuerto Internacional Toronto Pearson y el Aeropuerto Internacional de Vancouver. La aerolínea también efectúa operaciones desde el Aeropuerto Internacional de Calgary y el Aeropuerto internacional Jean-Lesage de Quebec.

## Historia

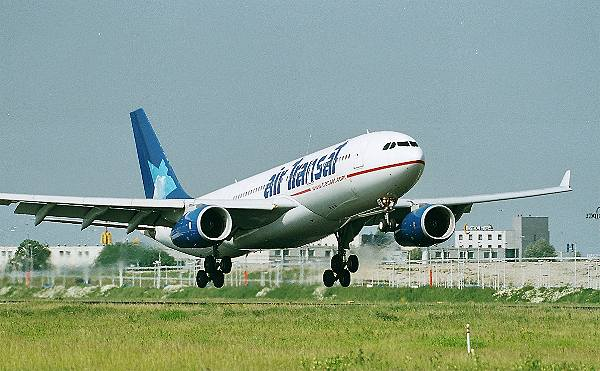
Un A330 de Air Transat con la antigua librea llegando al Aeropuerto de Ámsterdam-Schiphol.

Air Transat fue fundada por los antiguos empleados y directores de Quebecair (como el político Francois Legault) en diciembre de 1986 como operadora de viajes turísticos. Efectuó el vuelo inaugural el 14 de noviembre de 1987, viajando de Montreal a Acapulco. Seis años más tarde, Air Transat tomó el control de los aviones y el mantenimiento de Nationair. Hoy en día, la compañía transporta 2,5 millones de pasajeros al año. Es una filial de Transat A.T. Inc. Que agrupa a diversas compañías (Transat Holidays, Nolitours, Jonview Canada) que operan bajo la marca de TDC (Transat Distribution Canada) especializada en organizar, promocionar, y vender viajes y paquetes vacacionales. La organización incluye touroperadores y agencias de viajes con base en Canadá y Francia. Hoy Air Transat es una de las mayores aerolíneas de Canadá, tras Air Canada, Air Canada Jazz y WestJet.

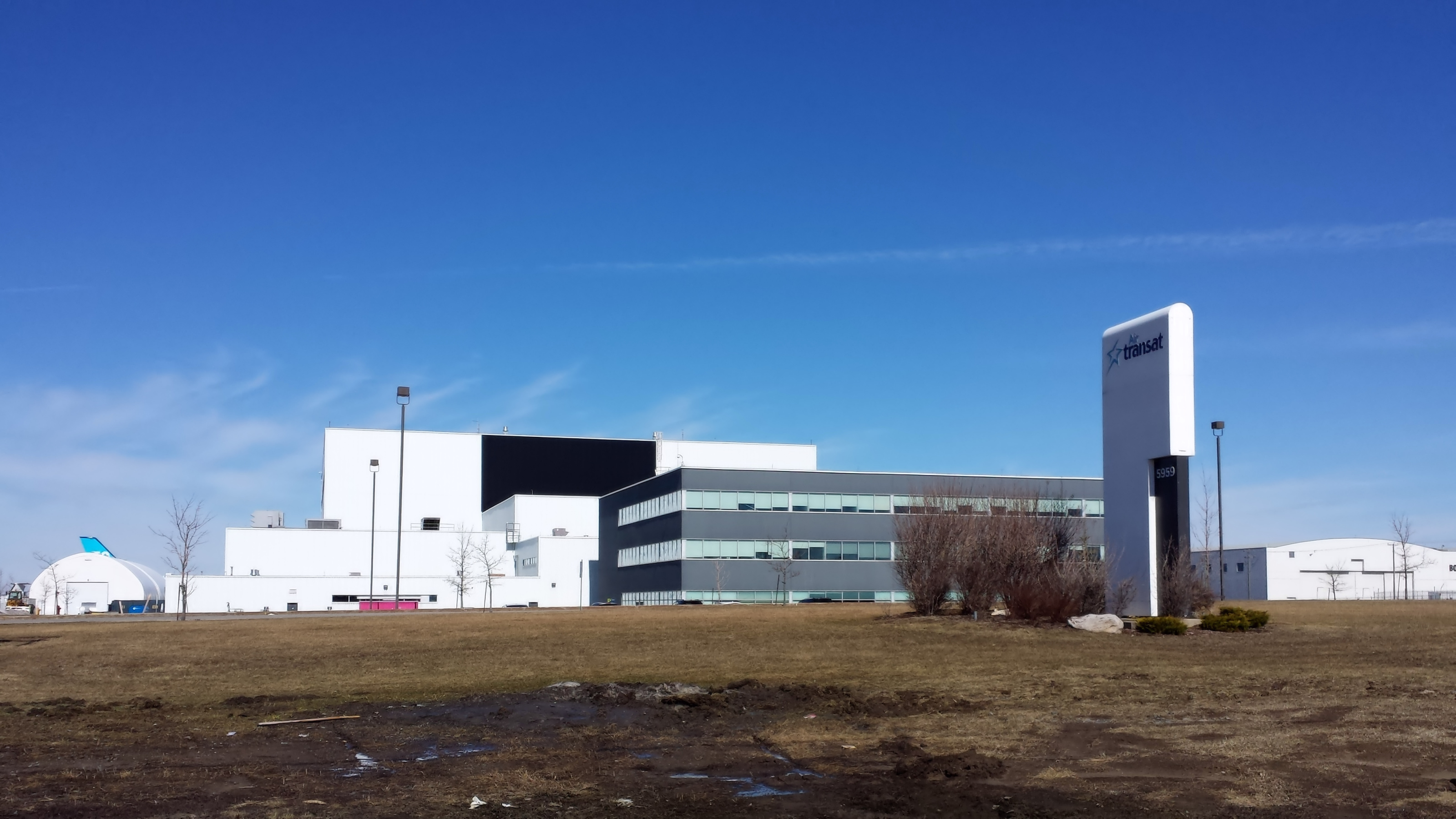
La sede de Air Transat

2017 Es un buen año para la compañía ya que estriñe sus lazos con Thomas Cook. Tiene alrededor de 5000 empleados.

## Incidentes y accidentes
- El 24 de agosto de 2001, el Vuelo 236 de Air Transat, un Airbus A330, en ruta de Toronto a Lisboa con 306 personas a bordo, entre pasajeros y tripulación, efectuó un aterrizaje de emergencia en las Azores sin motores debido a que el avión se quedó sin combustible sobre el Océano Atlántico.[6] El avión aterrizó de manera segura en la Base Aérea de Lajes, en la isla de Terceira. El avión fue evacuado en 90 segundos. Las 306 personas a bordo sobrevivieron. Una investigación reveló que la causa del problema fue una fuga de combustible en el motor número dos causada por la instalación de una pieza incorrecta en el sistema hidráulico por parte del personal de mantenimiento de Air Transat. La pieza no fue capaz de aportar el flujo correcto entre el sistema hidráulico y las tuberías de combustible, provocando que las vibraciones en los conductos hidráulicos degradasen el conducto de combustible y provocase la fuga.

- El 6 de marzo de 2005, el Vuelo 961 de Air Transat, un Airbus A310-300, en ruta de Cuba a Quebec City con nueve tripulantes y 261 pasajeros a bordo, experimentó un fallo estructural en el que el timón de dirección se quedó bloqueado en vuelo. La tripulación decidió regresar a Varadero, Cuba, donde aterrizaron sin más problemas. Se comprobó que no se había efectuado ninguna maniobra extraña con el timón, no se había manipulado el timón cuando fallo y no había fallos evidentes en el sistema de dirección o profundidad.[7] La investigación posterior señaló que los procedimientos de inspecciones del fabricante no eran los adecuados.[8] Los procedimientos de inspección fueron cambiados a raíz de este incidente

Air Transat está especializada en vuelos chárter desde diversas ciudades canadienses a destinos vacacionales, principalmente en el sur durante los meses de invierno y en Europa durante el verano.

## Vuelos

### Código compartido
Algunos vuelos eran operados por Thomas Cook Airlines y Skyservice Airlines bajo acuerdo de código compartido.

## Flota

### Flota Actual
La flota de Air Transat incluye las siguientes aeronaves (en diciembre de 2023):
A agosto de 2023, la media de edad de la flota de Air Transat era de 10.4 años
Todos los aviones Airbus A330 propiedad de la Compañía Mexicana de Aviación pasaron a formar parte de Air Transat al iniciar el concurso mercantil de la aerolínea mexicana.
El 25 de mayo de 2009 Air Transat solicita un A330-300 ex-Dragonair.
En el año 2016, Air transat adquiere 2 Airbus A330-200 a Emirates.
En noviembre de 2016, Air Transat solicita un Boeing 737-700 a ASL Airlines France
En julio de 2017, Air Transat adquiere 10 Airbus A321neo con entrega prevista en 2019.